# Кокорин, Антон Сергеевич
Анто́н Серге́евич Коко́рин (5 апреля 1987, Ташкент, Узбекская ССР) — российский спортсмен-легкоатлет, бегун на средние дистанции, член олимпийской команды России 2008 года. Выступает за клуб Российской Армии (Санкт-Петербург). Коронная дистанция — 400 метров. 
Выпускник школы № 1 г. Тосно и Тосненской районной ДЮСШ № 1.
13 сентября 2016 года решением МОК лишён бронзовой медали Олимпийских игр 2008 года в Пекине в эстафете 4×400 м из-за положительной допинг-пробы Дениса Алексеева.

## Награды и звания
- Заслуженный мастер спорта России
- Медаль ордена «За заслуги перед Отечеством» II степени - За большой вклад в развитие физической культуры и спорта,высокие спортивные достижения на Играх XXIX Олимпиады 2008 года в Пекине (2009)[4]